# Schönberg (Niederbayern)

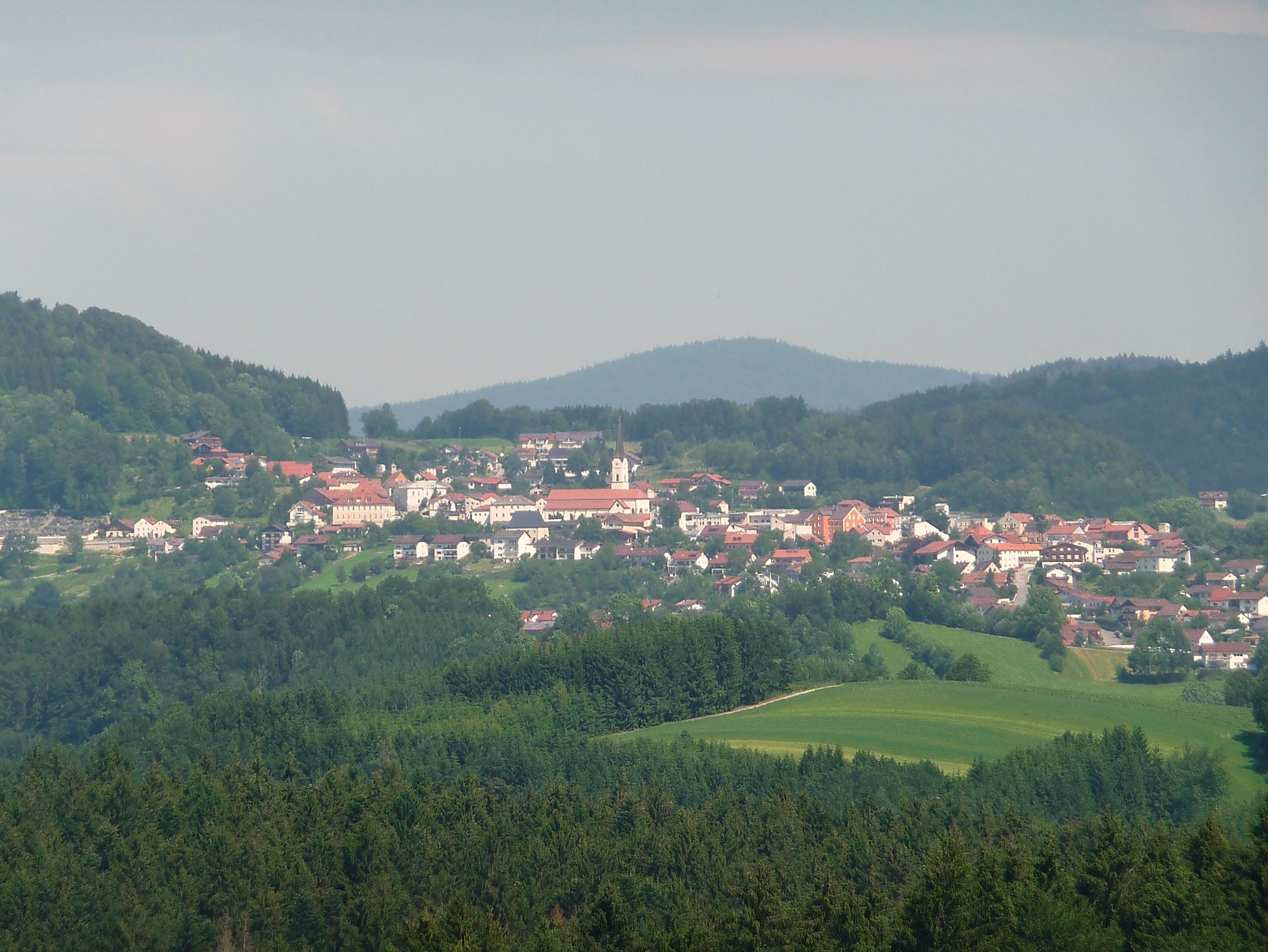
Blick auf Schönberg von Eberhardsreuth aus

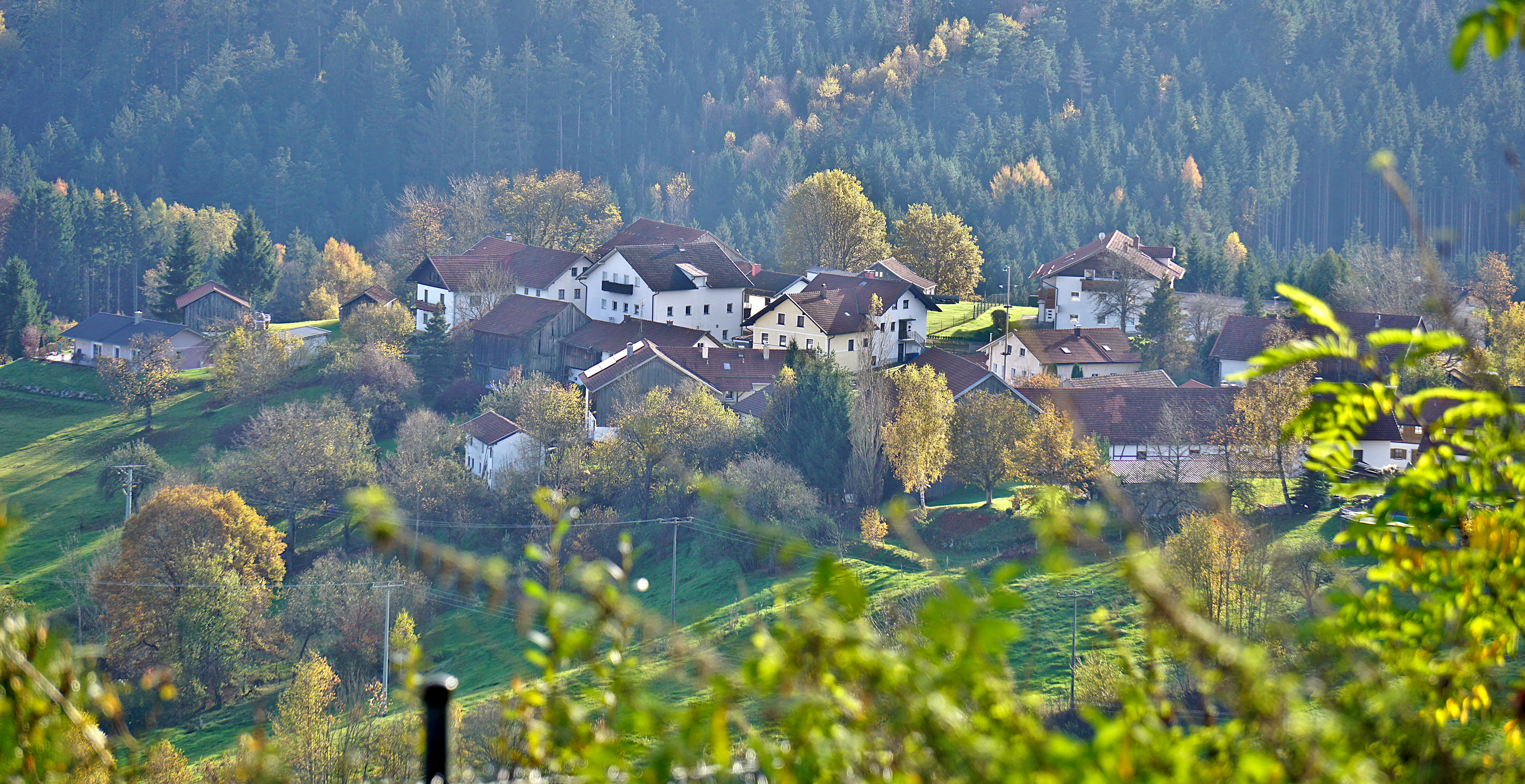
Frohnreuth vom Norden aus

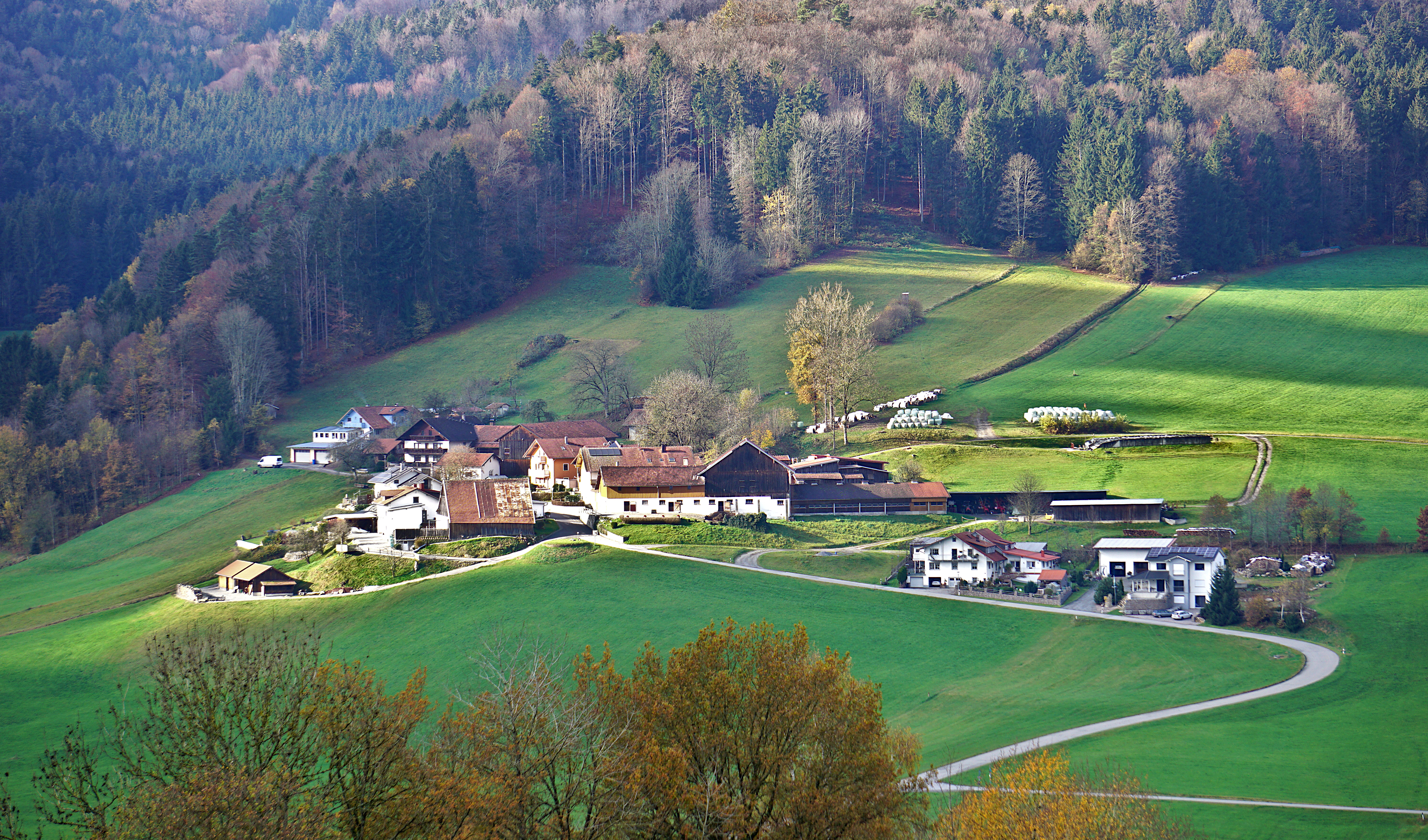
Blick auf den Weiler Gerlesreuth

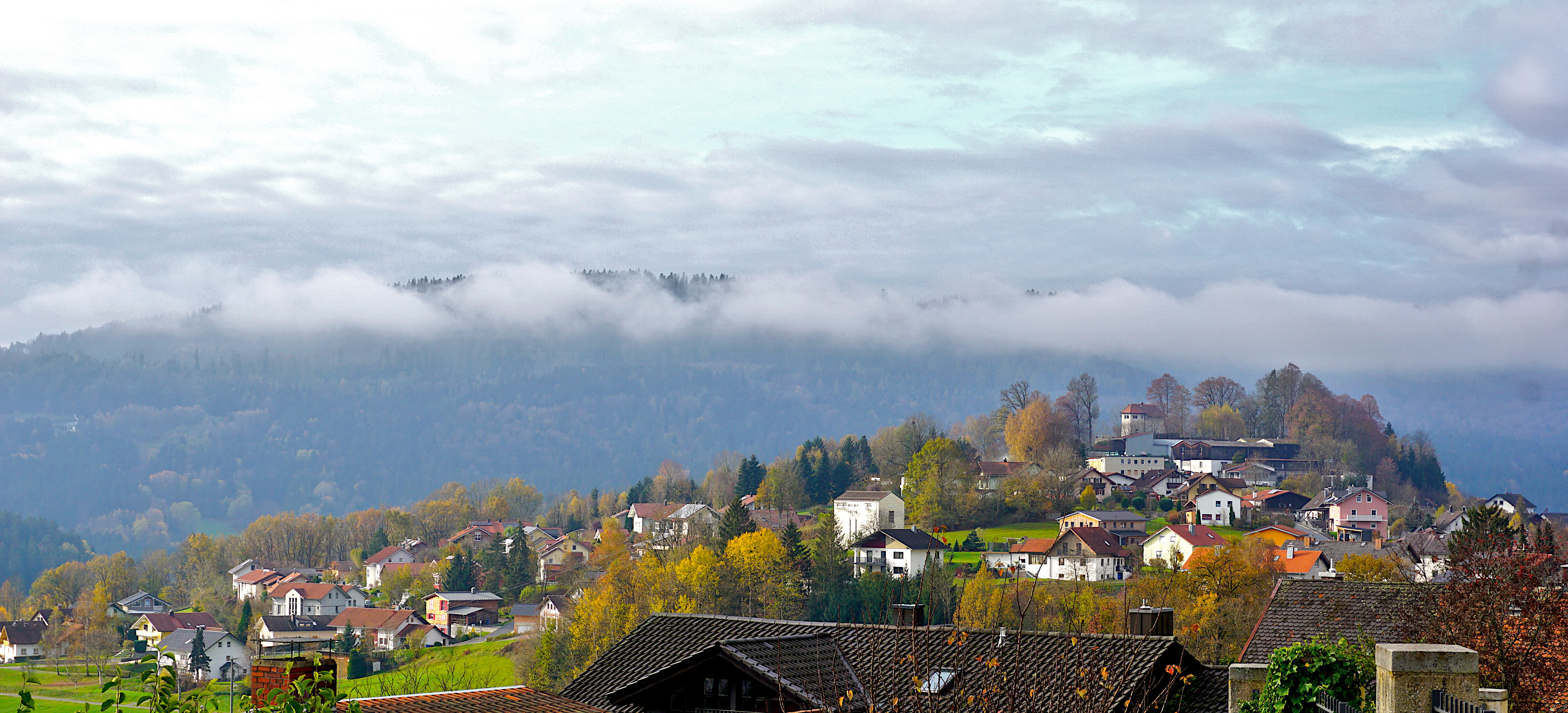
Rammelsberg

Schönberg ([ˈʃøːnˌbɛʁk] ) ist ein Markt im niederbayerischen Landkreis Freyung-Grafenau, der Sitz der Verwaltungsgemeinschaft Schönberg und ein staatlich anerkannter Luftkurort.

## Geografie

### Geografische Lage
Schönberg liegt in der Region Donau-Wald im Bayerischen Wald und wird aufgrund seiner sonnigen Lage auf einem aussichtsreichen Höhenrücken in 564 Metern Meereshöhe gern als Meran des Bayerwaldes bezeichnet. Der Markt liegt verkehrsgünstig am Schnittpunkt der B 85 mit der B 533, wobei der Ort dank einer weiten Umgehungsstraße nicht unter dem Durchgangsverkehr zu leiden hat. Nach Passau sind es 38 km, bis Tittling 15 km, nach Grafenau 8 km, nach Freyung 25 km, nach Regen ebenfalls 25 km, nach Deggendorf 33 km und zur A 3 (Ausfahrt Hengersberg) 30 km.

### Nachbargemeinden
- Innernzell
- Eppenschlag
- Spiegelau
- Grafenau
- Saldenburg
- Thurmansbang

### Gemeindegliederung
Es gibt 40 Gemeindeteile (in Klammern ist der Siedlungstyp angegeben):
- Almosenreuth (Weiler)
- Artmannsreuth (Weiler)
- Eberhardsreuth (Kirchdorf)
- Frohnreuth (Dorf)
- Gerlesreuth (Weiler)
- Grubmühle (Weiler)
- Gumpenreit (Dorf)
- Habernberg (Einöde)
- Haibach (Dorf)
- Haibachmühle (Weiler)
- Hartmannsreit (Dorf)
- Hof (Weiler)
- Kasberg (Weiler)
- Kirchberg (Kirchdorf)
- Klebstein (Dorf)
- Kleinmisselberg (Weiler)
- Lederhof (Weiler)
- Lettlmühle (Einöde)
- Lueg (Weiler)
- Maukenreuth (Weiler)
- Mitternach (Dorf)
- Ochsenberg (Weiler)
- Oedhäuser (Einöde)
- Oedhof (Einöde)
- Panhof (Weiler)
- Pittrichsberg (Weiler)
- Pummerhof (Weiler)
- Raben (Dorf)
- Rammelsberg (Dorf)
- Rötz (Dorf)
- Saunstein (Weiler)
- Schabenberg (Dorf)
- Schönberg (Hauptort)
- Schreinerhof (Einöde)
- Seifertsreuth (Dorf)
- Stadl (Weiler)
- Stadlmühle (Einöde)
- Weberreuth (Weiler)
- Zehrerhof (Einöde)
- Zehrermühle (Einöde)

Es gibt die Gemarkungen Eberhardsreuth, Hartmannsreit, Kirchberg, Mitternach, Schönberg, Großmisselberg und Innernzell.

### Klima
|                       | Jan | Feb | Mär | Apr | Mai | Jun | Jul | Aug | Sep | Okt | Nov | Dez |   |      |
| Mittl. Tagesmax. (°C) | 0   | 3   | 9   | 14  | 18  | 22  | 24  | 23  | 20  | 13  | 6   | 2   | ⌀ | 12,9 |
| Mittl. Tagesmin. (°C) | −7  | −5  | −1  | 3   | 7   | 12  | 12  | 12  | 9   | 4   | 0   | −4  | ⌀ | 3,5  |
|                       |     |     |     |     |     |     |     |     |     |     |     |     |   |      |
| Sonnenstunden (h/d)   | 2   | 4   | 5   | 6   | 7   | 7   | 7   | 7   | 6   | 3   | 2   | 1   | ⌀ | 4,8  |
|                       |     |     |     |     |     |     |     |     |     |     |     |     |   |      |
| Regentage (d)         | 17  | 17  | 15  | 15  | 16  | 17  | 16  | 17  | 13  | 12  | 15  | 17  | Σ | 187  |

| −7 |

| −5 |

| −1 |

| 3 |

| 7 |

| 12 |

| 12 |

| 12 |

| 9 |

| 4 |

| 0 |

| −4 |

| −7 |

| −5 |

| −1 |

| 3 |

| 7 |

| 12 |

| 12 |

| 12 |

| 9 |

| 4 |

| 0 |

| −4 |

## Geschichte

### Bis zum 19. Jahrhundert
Bereits Ende des 13. Jahrhunderts erhielt Schönberg von den Grafen von Hals das Marktrecht. Der Markt Schönberg gehörte zum Rentamt Straubing und zum Landgericht Bärnstein des Kurfürstentums Bayern. Schönberg besaß ein Marktgericht mit magistratischen Eigenrechten. Gegen Ende des Dreißigjährigen Krieges wurde es 1648 zweimal von schwedischen Truppen geplündert. Im Österreichischen Erbfolgekrieg plünderten 1742 die Panduren den Ort. Seit bayerischen Gemeindeedikt von 1818 bildete Schönberg eine eigene Gemeinde. Die neugotische Pfarrkirche St. Margareta, deren Vorläufer auf das 13. Jahrhundert zurückgingen, wurde 1836 bis 1838 erbaut.

### 20. und 21. Jahrhundert
Da Schönberg keinen Anschluss an eine Bahnlinie fand, wurde es in anderer Hinsicht bevorzugt: Am 1. Juli 1908 konnte der erste Motorpostwagen der Postmotorwagenlinie Passau–Schönberg begrüßt werden. Anfangs gab es täglich zwei Fahrten in jede Richtung. Die gelb gestrichenen Postomnibusse waren 35 PS stark und erreichten eine Geschwindigkeit von 15 km/h. Bereits zwei Jahre später wurde die Linie bis Grafenau verlängert.
Gegen Ende des Zweiten Weltkrieges erlitten die Pfarrkirche und große Teile des Marktes Zerstörungen durch einen Angriff amerikanischer Jagdbomber. Bei den Kämpfen am 25. April zwischen der 11th Armored Division und einer Einheit des Reichsarbeitsdienstes (RAD) wurden mindestens 21 deutsche Soldaten getötet, ferner zehn Zivilisten.
Am 1. November 1983 erhielt Schönberg den Titel eines staatlich anerkannten Luftkurortes.

### Eingemeindungen
Am 28. Dezember 1946 wurden die Gemeinde Mitternach und der kleinere südliche Teil von Großmisselberg eingegliedert (der Hauptteil kam nach Eppenschlag). Am 1. Januar 1971 kam im Zuge der Gebietsreform die Gemeinde Hartmannsreit zu Schönberg. Am 1. Mai 1978 folgten die Gemeinden Eberhardsreuth und Kirchberg.

### Einwohnerentwicklung
Zwischen 1988 und 2018 wuchs der Markt von 3648 auf 3841 um 193 Einwohner bzw. um 5,3 %.
| Jahr      | 1961 | 1970 | 1987 | 1991 | 1995 | 2000 | 2005 | 2010 | 2015 | 2020 |
| --------- | ---- | ---- | ---- | ---- | ---- | ---- | ---- | ---- | ---- | ---- |
| Einwohner | 3259 | 3519 | 3663 | 3869 | 4014 | 4092 | 3920 | 3804 | 3862 | 3806 |

## Politik

### Gemeinderat
Der Gemeinderat des Markt Schönberg setzt sich aus 16 Mitgliedern zusammen. Die letzte Gemeinderatswahl 2020 erbrachte folgende Stimmenanteile und Sitzverteilung:
- CSU: 49,45 % (8 Sitze)
- Unabhängige Wählergemeinschaft (UWG): 39,55 % (6 Sitze)
- BP: 10,99 % (2 Sitze)

### Bürgermeister
Erster Bürgermeister ist Martin Pichler (CSU).

### Wappen
| | Blasonierung: „Die bayerischen Rauten, belegt mit einem schräg gestellten roten Pfeil.“ |
| Wappenbegründung: Bereits im ältesten Wappen von 1514 erscheint zwischen den gotischen Buchstaben „S“ und „P“ (Schön Perg) der schrägrechts liegende Pfeil, dessen Herkunft nicht bekannt ist. Mit Urkunde von 1537 bestätigten die Herzöge Wilhelm und Ludwig den Wappenbrief für Schönberg. |                                                                                         |

## Kultur und Sehenswürdigkeiten

### Museen
Gemäldegalerie des Bayerwaldkreises im Rathaus.

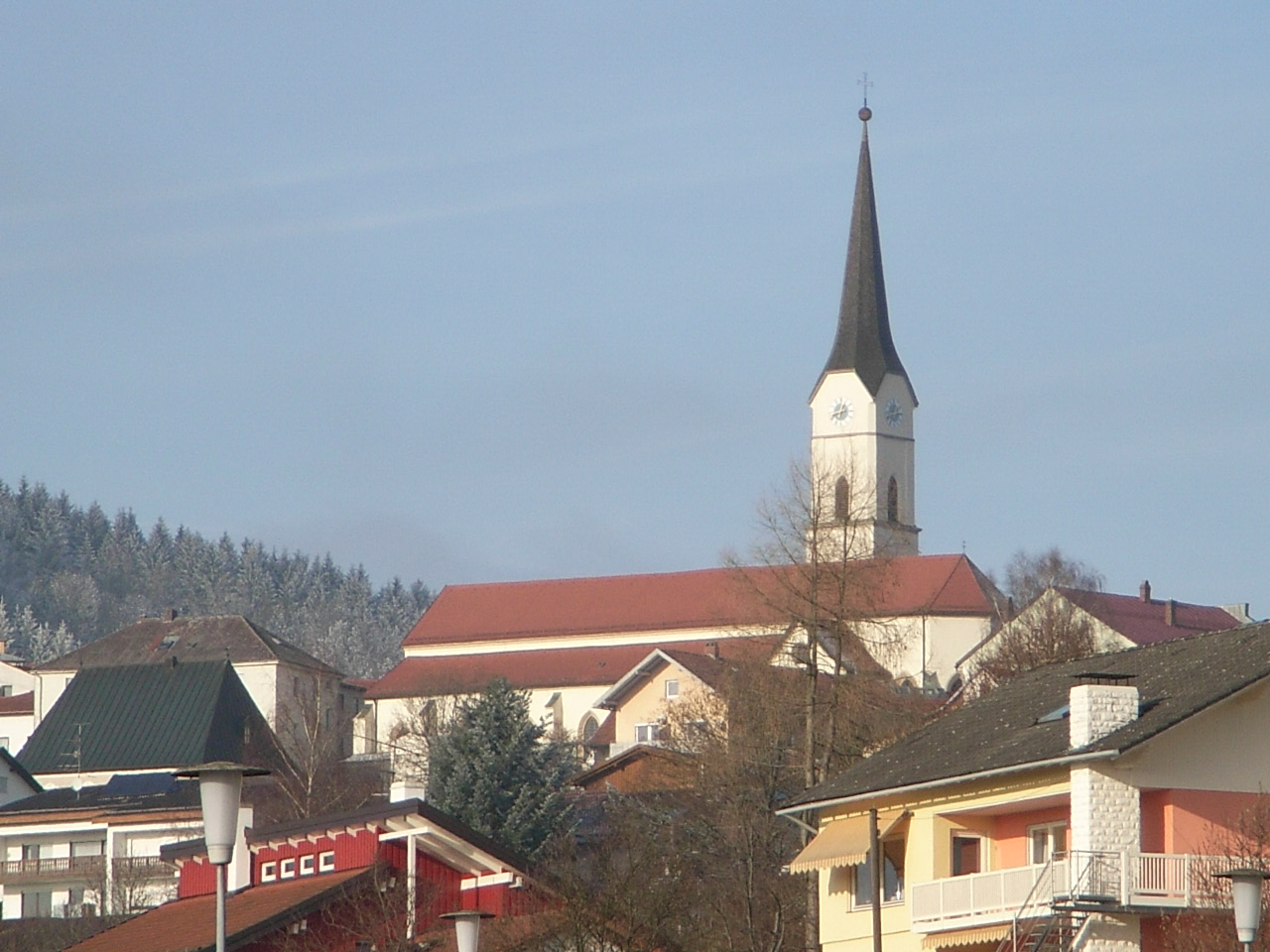
Die katholische Pfarrkirche St. Margareta

### Baudenkmäler
Trotz der Kriegszerstörungen lässt der Marktplatz, der den bayerischen Grundrisstyp einer Hauptstraße mit Markterweiterung zeigt, noch die ursprüngliche Orientierung am Inn-Salzach-Stil erkennen. Die neugotische Pfarrkirche St. Margareta geht auf das 13. Jahrhundert zurück, brannte aber mehrfach nieder. Der jetzige Bau von 1836 bis 1838 wurde 1945 in den letzten Kriegstagen zerstört, danach aber neu errichtet.
Die kleine Kirche St. Johannes der Täufer in Kirchberg ist eine spätgotische Anlage auf romanischen Grundmauern. Sehenswert ist auch der 30 m hohe Aussichtsturm auf dem Kadernberg, der mit einer Kletterwand versehen ist.

## Wirtschaft und Infrastruktur
Ein wichtiger Bestandteil der Wirtschaft von Schönberg ist die Firma Sesotec GmbH im Industriegebiet Saunstein, dieser ist einer der führenden Hersteller von industriellen Metallsuchgeräten.

### Wirtschaft einschließlich Land- und Forstwirtschaft
Es gab im Jahr 2020 nach der amtlichen Statistik in der Land- und Forstwirtschaft 11, im produzierenden Gewerbe 1014 und im Bereich Handel und Verkehr 318 sozialversicherungspflichtig Beschäftigte am Arbeitsort. In sonstigen Wirtschaftsbereichen waren am Arbeitsort 361 Personen sozialversicherungspflichtig beschäftigt. Sozialversicherungspflichtig Beschäftigte am Wohnort gab es insgesamt 1610. Im verarbeitenden Gewerbe gab es fünf Betriebe, im Bauhauptgewerbe drei Betriebe. Zudem bestanden im Jahr 2016 44 landwirtschaftliche Betriebe mit einer landwirtschaftlich genutzten Fläche von 1282 ha, davon waren 1063 ha Dauergrünfläche.

### Verkehr
- Straße: Durch das Gemeindegebiet führt die Bundesstraße 85 und die Bundesstraße 533.
- Luftverkehr: Drei Kilometer südöstlich des Ortes befindet sich der Sonderlandeplatz Flugplatz Elsenthal-Grafenau für Flugzeuge bis zu 2000 kg Höchstabfluggewicht (MTOW).
- ÖPNV: An den öffentlichen Nahverkehr ist Schönberg durch mindestens einen Bus der RBO  sowie alle 90 Minuten (montags bis freitags) bzw. fünfmal an Samstagen und viermal an Sonntagen über Schnellbusse privater Unternehmer nach Passau angebunden. Nächstgelegener Bahnhof ist der Bahnhof Grafenau an der Bahnstrecke Zwiesel–Grafenau.

### Bildung
Es gibt folgende Einrichtungen (Stand: 2021):
- Kindergärten: St. Elisabeth und Waldkindergarten Buntspechte
- 140 Kindergartenplätze (inkl. Krippenplätze für Kinder u. 3 Jahren), 131 betreute Kinder
- Dietrich Bonhoeffer Grund- und Mittelschule
- offene Ganztagsbetreuung

## Persönlichkeiten

### Söhne und Töchter der Gemeinde
- Arno Schönberger (1915–1993), Kunsthistoriker und Museumsleiter
- Franz Xaver Karl (* 1961), Journalist und Schriftsteller

### Mit der Gemeinde verbundene Persönlichkeiten
- Auguste Strobl (1807–1871)